# Dennis Feltham Jones
Dennis Feltham Jones (D.F. Jones) född 1917 i London  död 1981 i London  var en brittisk science fiction-författare från Cornwall. Under andra världskriget var han en kommendörkapten i Royal Navy. 
Hans roman, Colossus, om en superdator som använder sin kontroll över kärnvapen för att disciplinera mänskligheten var grunden till science fiction-filmen Colossus: The Forbin Project från 1970.

## Valda verk
- Colossus-serien
  - Colossus (1966)
  - The Fall of Colossus (1974)
  - Colossus and the Crab (1977)

- Andra romaner
  - Implosion (1967)
  - Don't Pick the Flowers (1971, aka Denver is Missing)
  - The Floating Zombie (1975)
  - Xeno (1979,  aka Earth Has Been Found
  - Bound in Time (1981)